# Lake Dallas
Lake Dallas – miasto w Stanach Zjednoczonych, w stanie Teksas, w hrabstwie Denton.
Prawa miejskie uzyskało w 1965 roku.

## Demografia
Według przeprowadzonego przez United States Census Bureau spisu powszechnego w 2010 roku miasto liczyło 7 105 mieszkańców. Natomiast skład etniczny w mieście wyglądał następująco: Biali 83,1%, Afroamerykanie 4,9%, Azjaci 1,7%, pozostali 10,3%.